# Lacrifagia

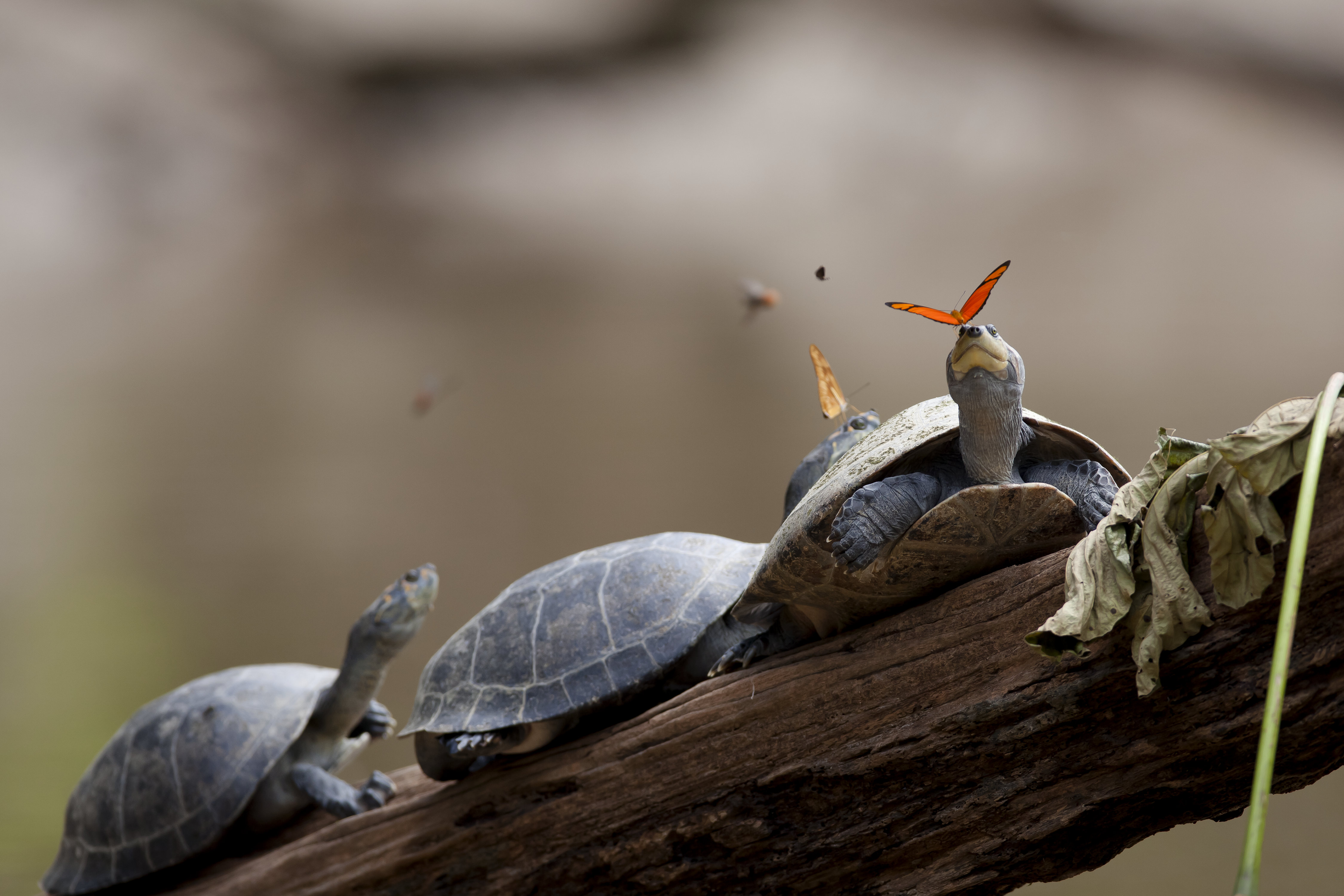
Borboleta Dryas iulia se alimentando das lágrimas do jabuti Podocnemis expansa.

A lacrifagia é o hábito de se alimentar das lágrimas e fluídos oculares de outros animais, sendo praticado por insetos, na sua maioria lepidópteros, em animais vertebrados. Normalmente o objetivo desses animais nesse tipo de alimentação é a obtenção de sais de sódio e proteínas, quando estes não costumam ser encontrados facilmente em seu habitat. Esta relação costuma ser neutra para os animais que fornecem as lágrimas, já que o probóscide e os membros dos insetos costumam ser leves e delicados, não causando danos a estrutura ocular deles, apesar de haver suspeitas que esses insetos possam se tornar um vetor de doenças bacterianas em áreas de criação de gado. Geralmente é praticada por borboletas em animais de baixo metabolismo, como jabutis e jacarés, porém existem três registros de também ocorrer em aves enquanto dormem, sendo registrados no Brasil, na Colômbia e em Madagascar.